# Сабаль бермудский
Сабаль бермудский (лат. Sabal bermudana) — пальма, один из 16 видов сабаля.

## Ботаническое описание
Сабаль бермудский — пальма высотой до 25 м, некоторые деревья превышают 30 м. Диаметр ствола — около 50 см.
Листья у них крупные (1,5-2 м), с широкой пластинкой, веерно рассечённой на узкие лопасти. Цветки желтовато-белые, около 5 мм в поперечнике, собраны в большие метёлки до 2,5 м.
Плоды-костянки цвета от тёмно-коричневого до чёрного, длиной около 1 см, содержат одно семя.

## Распространение и экология
Данный вид произрастает лишь на нескольких островах Бермудского архипелага.
Вид галофитный, деревья выдерживают высокий уровень засоления почвы. Растения могут выдерживать кратковременное похолодание до −14°С, хотя на Бермудах не бывает морозов.
Однако, несмотря на неприхотливость, сабаль бермудский вытесняет завезённая на острова ливистона.

## Применение
В XVII веке крыши большинства домов на Бермудских островах были покрыты сабалем.
Сегодня сабаль бермудский часто высаживают как декоративное растение. Устойчивость к похолоданию позволило его завезти в Европу.
Также в стволах сверлят отверстия для сбора сока, из которого изготовляют Бибби, крепкий алкогольный напиток.